# 47 Cassiopeiae
47 Cassiopeiae (47 Cas / HD 12230 / HR 581) es una estrella en la constelación de Casiopea de magnitud aparente +5,28. Se encuentra a 109 años luz de distancia del sistema solar.
47 Cassiopeiae es una estrella blanco-amarilla de la secuencia principal de tipo espectral F0V.
Es semejante a las componentes del sistema estelar Porrima (γ Virginis), siendo su temperatura efectiva de 6966 K y su luminosidad bolométrica 7,2 veces mayor que la luminosidad solar.
Está entre las 100 estrellas más brillantes en la región de rayos X situadas a menos de 50 pársecs de distancia; su luminosidad en esta zona del espectro es de 23,62 x 1022 W.
Su radio —estimado a partir de su luminosidad bolométrica— puede ser 2,4 más grande que el del Sol y gira sobre sí misma con una velocidad de rotación de al menos 55 km/s.
Tiene una masa aproximadamente un 50% mayor que la masa solar y una edad aproximada de 1300 millones de años.
Su composición química es comparable a la del Sol; así, su índice de metalicidad [Fe/H] es igual a -0,05.
Una estrella de magnitud +9,5, visualmente a 96 segundos de arco, puede estar físicamente vinculada a 47 Cassiopeiae.